# ويل أندرسون
ويل أندرسون (بالإنجليزية: Will Anderson)‏ هو مغني أمريكي، ولد في 5 مايو 1986 في ساكرامنتو في الولايات المتحدة.